# Puchar CEV w piłce siatkowej mężczyzn (1985/1986)
Puchar CEV siatkarzy 1985/1986 - 6. sezon Pucharu CEV rozgrywanego od 1980 roku, organizowanego przez Europejską Konfederację Piłki Siatkowej (CEV) w ramach europejskich pucharów dla męskich klubowych zespołów siatkarskich "starego kontynentu".

## Drużyny uczestniczące
- Montpellier UC
- Coronas Cisneros
- Seminar Lucerna
- Aris Bonnevoie
- VDS Berlin
- Hapoel Kirjat Ata
- Makospor Bursa
- Bosna Sarajewo
- Aris Saloniki
- Leixões SC
- Panellinios GS
- Chênois Genewa
- VBC Paderborn
- Kutiba Falconara
- Esmoriz GC
- Randaberg IL
- Starlift Voorburg
- Bistefani Torino
- Delta Lloyd AMVJ Amstelveen
- Kruikenburg Ternat
- Asniers Paryż
- Knack Roeselare
- Vior Sport

## Rozgrywki

### 1/8 finału
| Data  | Drużyna 1                   | Wynik | Drużyna 2                   | Sety |
| ----- | --------------------------- | ----- | --------------------------- | ---- |
| 08.12 | Kutiba Falconara            | 3:0   | Starlift Voorburg           |      |
| 15.12 | Starlift Voorburg           | 3:2   | Kutiba Falconara            |      |
|       |                             |       |                             |      |
| 08.12 | Aris Saloniki               | 3:0   | VBC Paderborn               |      |
| 15.12 | VBC Paderborn               | 3:1   | Aris Saloniki               |      |
|       |                             |       |                             |      |
| 08.12 | VDS Berlin                  | 2:3   | Bosna Sarajevo              |      |
| 15.12 | Bosna Sarajevo              |       | VDS Berlin                  |      |
|       |                             |       |                             |      |
| 08.12 | Leixões SC                  | 3:2   | Panellinios GS              |      |
| 15.12 | Panellinios GS              |       | Leixões SC                  |      |
|       |                             |       |                             |      |
| 08.12 | Seminar Lucerna             | 1:3   | Bistefani Torino            |      |
| 15.12 | Bistefani Torino            | 3:0   | Seminar Lucerna             |      |
|       |                             |       |                             |      |
| 08.12 | Delta Lloyd AMVJ Amstelveen | 3:2   | Montpellier UC              |      |
| 15.12 | Montpellier UC              | 3:1   | Delta Lloyd AMVJ Amstelveen |      |
|       |                             |       |                             |      |
| 08.12 | Kruikenburg Ternat          | 3:1   | Asniers Paryż               |      |
| 15.12 | Asniers Paryż               |       | Kruikenburg Ternat          |      |
|       |                             |       |                             |      |
| 08.12 | Knack Roeselare             | 3:0   | Vior Sport                  |      |
| 15.12 | Vior Sport                  |       | Knack Roeselare             |      |

### Ćwierćfinał
| Data  | Drużyna 1          | Wynik | Drużyna 2          | Sety |
| ----- | ------------------ | ----- | ------------------ | ---- |
| 15.01 | Aris Saloniki      | 2:3   | Kutiba Falconara   |      |
| 22.01 | Kutiba Falconara   | 3:0   | Aris Saloniki      |      |
|       |                    |       |                    |      |
| 15.01 | Bosna Sarajewo     |       | Panellinios GS     |      |
| 22.01 | Panellinios GS     |       | Bosna Sarajewo     |      |
|       |                    |       |                    |      |
| 15.01 | Montpellier UC     |       | Bistefani Torino   |      |
| 22.01 | Bistefani Torino   |       | Montpellier UC     |      |
|       |                    |       |                    |      |
| 15.01 | Knack Roeselare    |       | Kruikenburg Ternat |      |
| 22.01 | Kruikenburg Ternat |       | Knack Roeselare    |      |

### Turniej finałowy
Wyniki
| Data  | Drużyna 1        | Wynik | Drużyna 2          | Sety                            |
| ----- | ---------------- | ----- | ------------------ | ------------------------------- |
| 21.02 | Kutiba Falconara | 3:2   | Bistefani Torino   | 9:15, 12:15, 15:13, 18:16, 15:5 |
| 21.02 | Bosna Sarajewo   | 3:1   | Kruikenburg Ternat | 15:9, 16:18, 15:12, 17:15       |
|       |                  |       |                    |                                 |
| 22.02 | Bistefani Torino | 3:1   | Kruikenburg Ternat | 15:6, 15:8, 11:15, 15:5         |
| 22.02 | Kutiba Falconara | 3:0   | Bosna Sarajewo     | 15:10, 15:12, 15:11             |
|       |                  |       |                    |                                 |
| 23.02 | Kutiba Falconara | 3:0   | Kruikenburg Ternat | 15:13, 15:6, 15:3               |
| 23.02 | Bosna Sarajewo   | 3:1   | Bistefani Torino   | 15:10, 15:9, 12:15, 17:15       |

Tabela
| Lp. | Drużyna            | Pkt | Mecze | Mecze | Mecze | Sety | Sety | Sety  |
| Lp. | Drużyna            | Pkt | M     | W     | P     | wyg. | prz. | ratio |
| --- | ------------------ | --- | ----- | ----- | ----- | ---- | ---- | ----- |
| 1   | Kutiba Falconara   | 6   | 3     | 3     | 0     | 9    | 2    | 4.500 |
| 2   | Bosna Sarajewo     | 5   | 3     | 2     | 1     | 6    | 5    | 1.200 |
| 3   | Bistefani Torino   | 4   | 3     | 1     | 2     | 6    | 7    | 0.857 |
| 4   | Kruikenburg Ternat | 3   | 3     | 0     | 3     | 2    | 9    | 0.222 |

## Klasyfikacja końcowa
| Miejsce | Drużyna            |
| ------- | ------------------ |
| złoto   | Kutiba Falconara   |
| srebro  | Bosna Sarajewo     |
| brąz    | Bistefani Torino   |
| 4.      | Kruikenburg Ternat |